# Non-stop dance
Non-stop dance is een single van Gibson Brothers. Het is afkomstig van hun album Non-stop dance/Come to America uit 1976. In april 1977 werd het nummer wereldwijd op single uitgebracht. 

## Achtergrond
Nederland en België liepen voorop met de aanschaf van muziek van de Gibson Brothers. De Non-stop dance was daar een hit voordat hun aanstekelijke discomuziek in de rest van Europa met “Cuba” werd opgepakt. Alex Francfort, die zowel A-kant als B-kant schreef, is de echte naam van Alex Gibson.
In Nederland was de plaat op maandag 28 maart 1977 de 66e AVRO's Radio en TV-Tip en op vrijdagavond 1 april 1977 Veronica Alarmschijf in haar destijds 1 uur zendtijd op Hilversum 3 en werd een gigantische hit in de destijds twee landelijke hitlijsten op de nationale publieke popzender. De plaat bereikte de nummer 1 positie in zowel de Nederlandse Top 40 als de Nationale Hitparade. In de op Hemelvaartsdag 27 mei 1976 gestarte Europese hitlijst op Hilversum 3, de TROS Europarade, werd de 4e positie behaald.
In België bereikte de plaat de nummer 1 positie in zowel de voorloper van de Vlaamse Ultratop 50 als de Vlaamse Radio 2 Top 30. In Wallonië werd de 3e positie behaald.
Robert Abigail en DJ Philip D hadden met hun versie in december 2011 nog een bescheiden hit in België (Vlaanderen); (27e positie en in totaal drie weken notering in de Vlaamse Ultratop 50).

## Hitnoteringen

### Nederlandse Top 40
| Positie: | 17 | 8 | 3 | 2 | 1 | 1 | 2 | 5 | 8 | 18 | 33 | uit |

### Nationale Hitparade
| Positie: | 26 | 15 | 4 | 2 | 1 | 2 | 2 | 6 | 8 | 18 | uit |

### Vlaamse Radio 2 Top 30
| Positie: | 20 | 16 | 9 | 3 | 3 | 1 | 3 | 4 | 3 | - | 19 | uit |

### Vlaamse Ultratop 50
| Positie: | 23 | 13 | 8 | 2 | 1 | 1 | 1 | 2 | 7 | 14 | uit |

### NPO Radio 2 Top 2000
| Nummer met noteringen in de NPO Radio 2 Top 2000 | '99  | '00 | '01  |
| ------------------------------------------------ | ---- | --- | ---- |
| Non-stop dance                                   | 1950 | -   | 1923 |

1. ↑  Een '-' betekent dat het nummer niet was genoteerd en een vetgedrukt getal geeft de hoogste notering aan.
2. ↑  Deze tabel is bijgewerkt tot en met de laatste editie (2024).